# シカソ州
シカソ州（シカソしゅう、Sikasso Region）は、マリ共和国の州。州都はシカソ。マリ最南部に位置し、北西をディオイラ州、北東をクーティアラ州、東をブルキナファソ、南をコートジボワール、西をブグニ州と接する。人口は153万人（2022年国勢調査）。

## 歴史
シカソ州の南西は、『ワスールー』という地域名で古来知られてきた。この地域は独特な音楽と狩りの強い伝統で知られている。
1960年6月7日に創設された州のひとつである。2023年2月22日、州北部がクーティアラ州として、州西部がブグニ州として分離し、面積が縮小した。

## 住民
住民はバンバラ人が多い。シカソ市はブルキナファソやコートジボワールからの移民や難民が多く、言語のるつぼとなっている。

## 産業
シカソ市は布や野菜の取引で知られる大きな市場で著名である。特にシカソのマンゴーは質がよいことで知られている。

## 行政区画

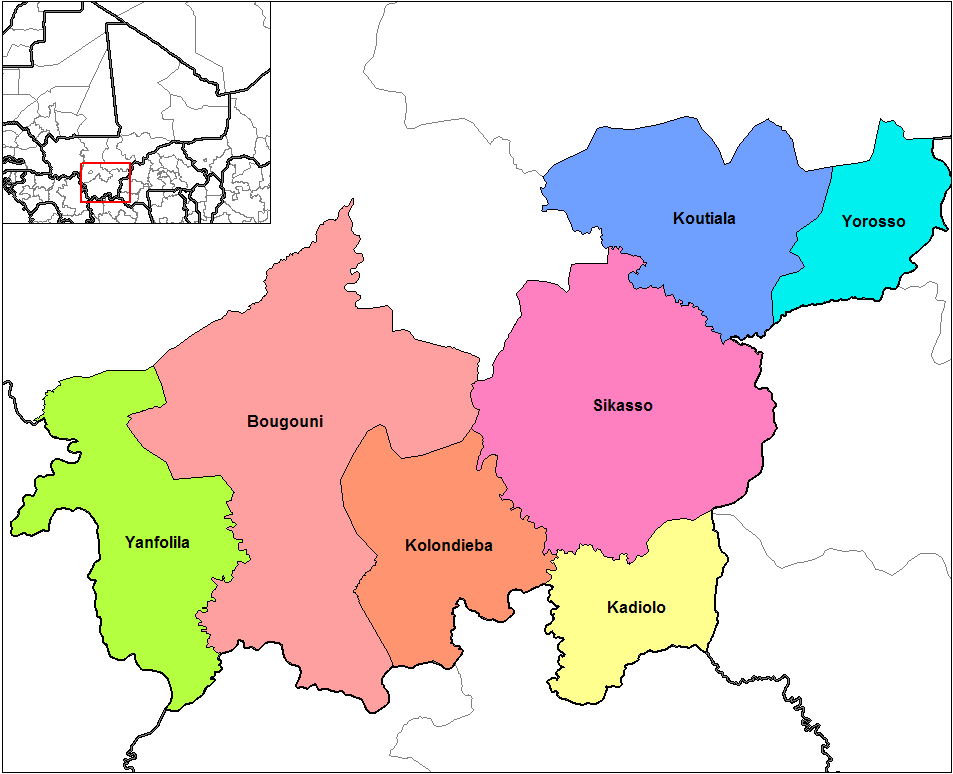
2023年以前のシカソ州の圏

2023年以降、シカソ州は8圏に分かれる。圏の下は21郡、52コミューン、667村・フラクスィオン・カルティエの順に細分化されている。
1. シカソ圏（Sikasso）
2. カディオロ圏（Kadiolo）
3. ダンデレッソ圏（Dandérésso）
4. キニャン圏（Kignan）
5. ケレラ圏（Kléla）
6. ロブーグーラ圏（Lobougoula）
7. ルールーニ圏（Loulouni）
8. ニエナ圏（Niéna）

2023年以前は以下の7つの圏に分かれていた。
1. ブグニ圏 --- ブグニ
2. カディオロ圏 --- カディオロ（英語版）
3. コロンディーバ圏 --- コロンディーバ（英語版）
4. クーティアラ圏 --- クーティアラ
5. シカソ圏 --- シカソ
6. ヤンフォリラ圏 --- ヤンフォリラ（英語版）
7. ヨロッソ圏 --- ヨロッソ（英語版）